# Medina winthemi
Medina winthemi là một loài ruồi trong họ Tachinidae.